# 폴 코스타 주니어
폴 코스타 주니어(Paul Costa Jr. , 1942년 9월 16일 ~ ,미국 뉴햄프셔 프랭클린 출생)은 시카고 대학교(University of Chicago)를 졸업한 심리학자이다. 주요분야는 성격심리학이다. 주요 업적으로는 '성격의 구조에대한 연구'(Research on the structure of personality)이다.
300개가 넘는 학술 기고와 여러 권의 책을 저술한 그는 심리 성격 검사지인 NEO PI-R(Revised NEO Personality Inventory)로 가장 잘 알려져 있다. 이것은 5가지 성격 특성 요소(외향성, 친화성, 성실성, 신경질성 및 경험에 대한 개방성) 모델의 240개 항목 측정으로 테스트된다. 또한 이 테스트는 로버트 맥크레(Robert McCrae)와 함께 개발한  FFM(Five Factor Model)성격 요인의 각 6 가지 하위 차원('패싯'(facets)이라고 함)을 측정한다. 이 모델에 대한 연구로 인해 폴 코스타 주니어(Paul Costa Jr.)는 h-지수(h-index)가 135이상인 가장 많이 인용된 영향력있는 심리학자중 한 명으로 평가받는다.
이러한 영향있는 폴 코스타 주니어(Paul Costa Jr.)와 로버트 맥크레(Robert McCrae)와 함께 성격이 안정적이며, 특히 30세 이후에는 보편적(민족, 문화 및 세대에 걸쳐 동일한 구조로 존재)인 핵심 구조가 5개의 주요 영역(외향성, 친화성, 성실성, 신경질성 및 경험에 대한 개방성)으로 구성되며, 차례로 패싯(facets) 기반 구조를 반영한다는 사실을 언급한다. 그는 수명과 건강을 포함하여 성격이 행동에 중요한 영향을 미친다고 주장했다. 이는 사람-상황 모델(Person–situation debate)에서 개인 행동이 지속적인 개인차를 반영하지 않는 상황 모델(situational model)과는 대조적이다.

## 검사지
NEO 성격검사 개정판(NEO PI-R)은 FFM(Five Factor Model)과 관련된 세계적으로 잘 알려진 심리검사지이다.

## 같이 보기
- 정서사건이론